# Sjökabel

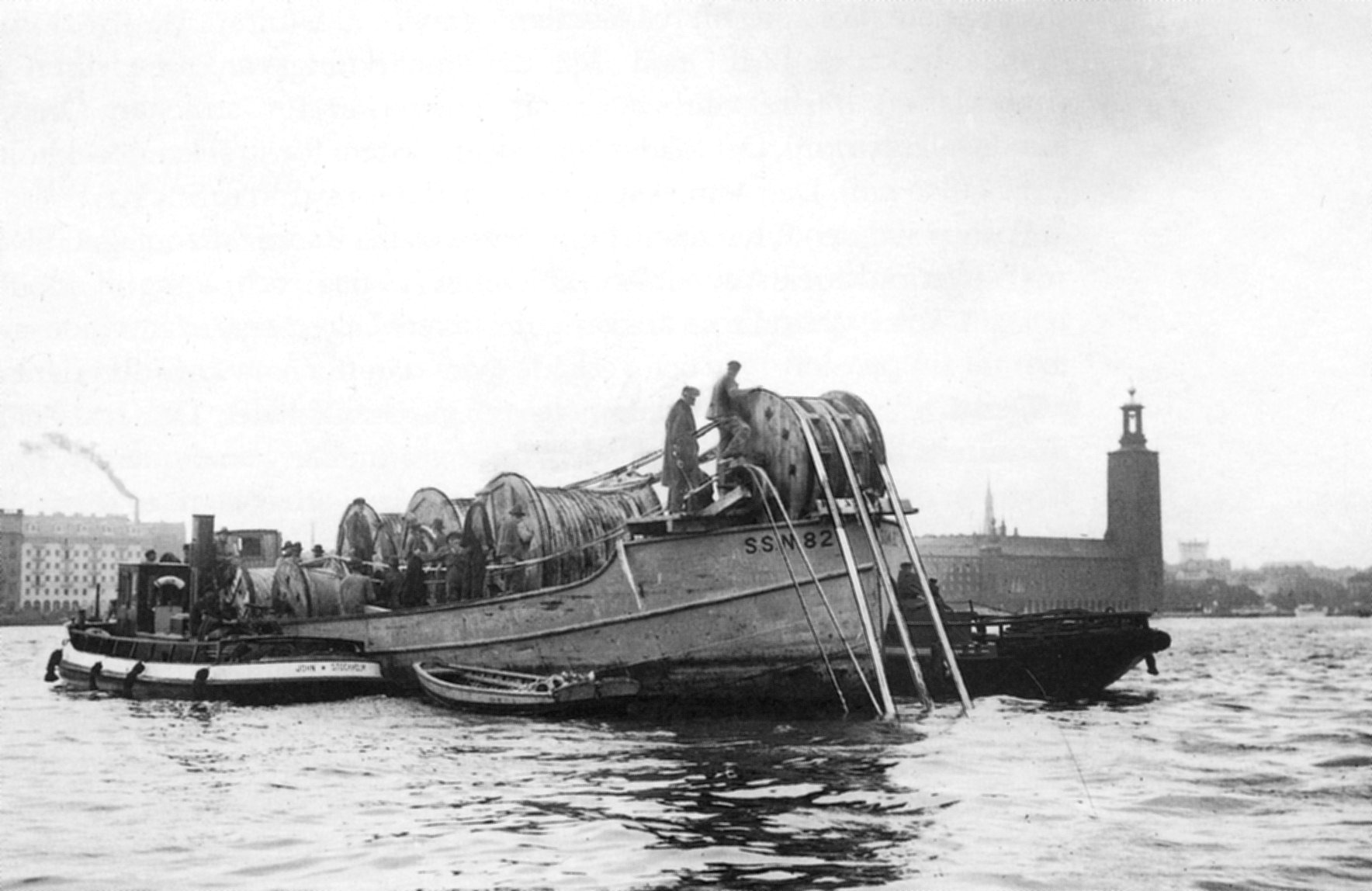
Läggning av sjökabel i Riddarfjärden, 1930-tal

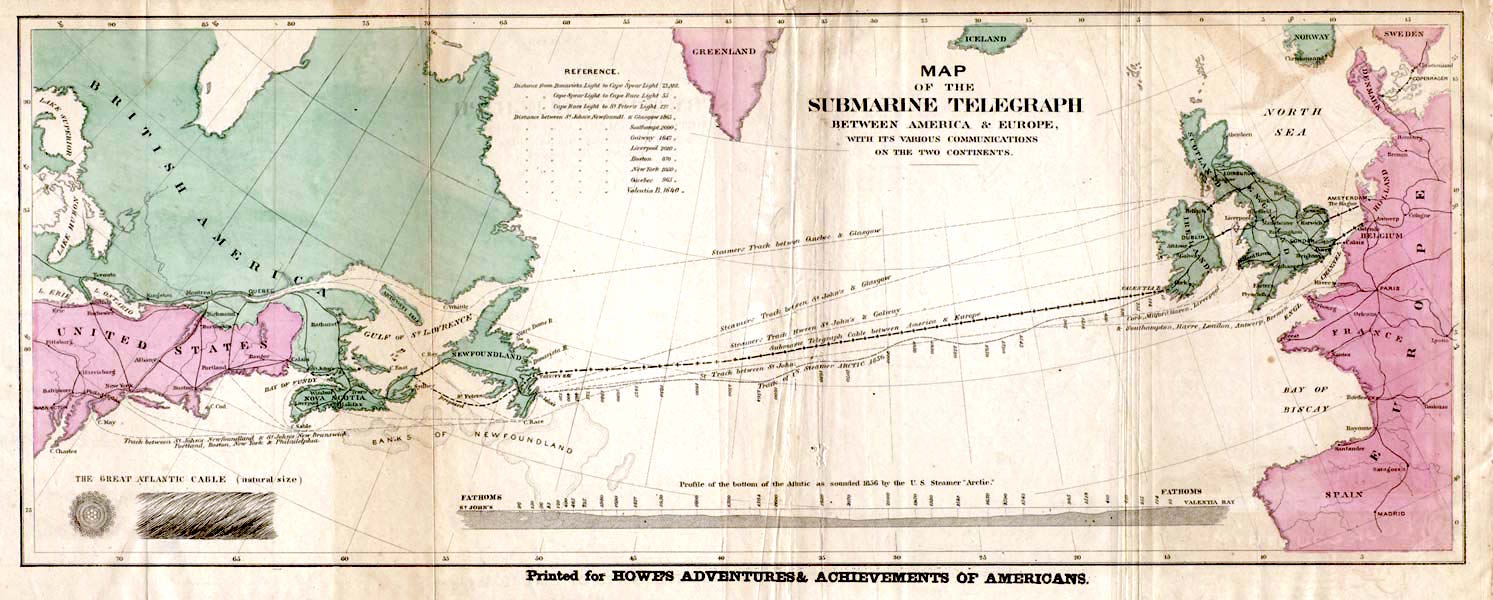
Atlantkabelsträcka från 1858

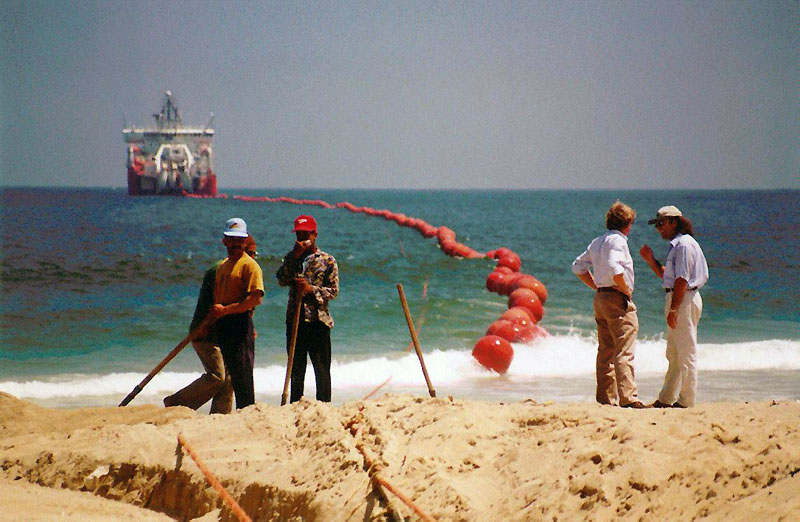
Kustanslutningen för en sjökabel

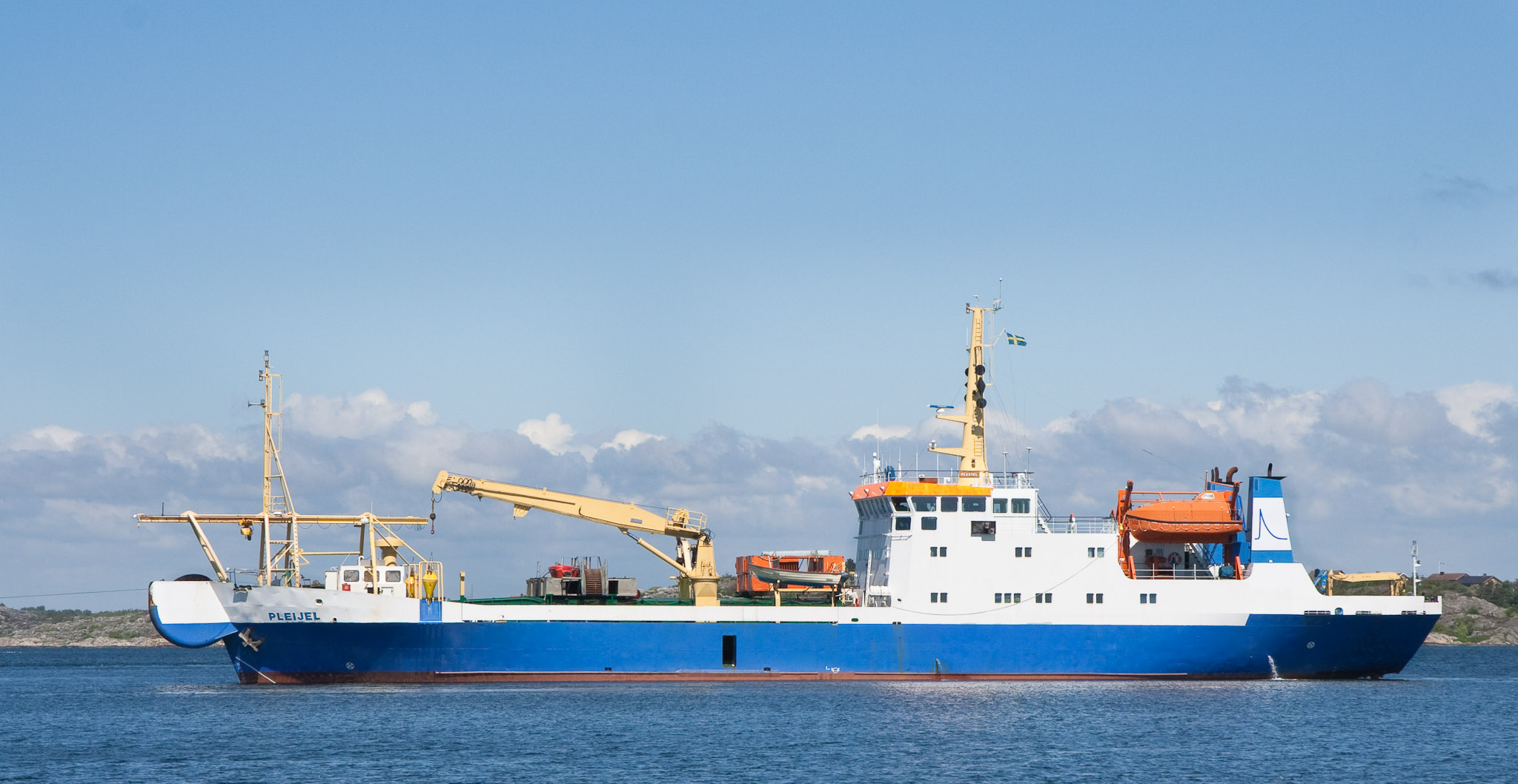
Ett modernt sjökabelfartyg

En sjökabel är en elkabel som läggs under vatten för överföring av elektrisk energi eller telefon- och datatrafik. Vid överföringar av energi över distanser på mer än 70 kilometer används högspänd likström.
Djupsjökabel för telekommunikation över exempelvis Atlanten är fortfarande ett alternativ till kommunikationssatelliter.
För själva läggningen används kabelläggningsfartyg. C/S Pleijel är det enda svenska fartyget som är avsett för utläggning, underhåll och reparation av olika typer av sjökabel efter att  
C/S Wartena skrotades 2016.

## Sjökabel för telekommunikation
Redan 1811 skickade den tyska ingenjören Samuel Thomas von Sömmerring elektriska signaler genom en kabel som lades genom floden Isar vid München. Problem uppstod genom dålig isoleringsförmåga av tillgängliga material. Först när guttaperka kunde användas som isoleringsmaterial genom Werner von Siemens 1847 blev användning av sjökabel möjlig.
Det höga motståndet i kabeln försvagar telesignalen kraftigt, vilket dock inte har någon större betydelse på korta distanser eller när signalkvalitén är mindre viktig.
År 1850 lades en första sjökabel mellan Dover - Calais. 1856 grundades Atlantic Telegraph Co. som i augusti 1857 började lägga en atlantkabel mellan Irland och Newfoundland. Försöket misslyckades dock och kabeln gick förlorad. Efter ytterligare försök och problem kunde en ny kabel läggas som invigdes den 16 augusti 1858 när drottning Viktoria av Storbritannien och president James Buchanan skickade lyckönskningstelegram till varann. Redan i september samma år slutade kabeln fungera.
Efter att skyddsmanteln och isoleringen förbättrades och efter ytterligare missöden lyckades man 1866 att lägga en 5100 kilometer lång sjökabel över Atlanten, som varaktigt säkerställde telegrafförbindelsen mellan USA och Europa. För läggningen användes världens då största ångfartyg, Great Eastern.
I Sverige så lades på 1930-talet en sjökabel ut i Riddarfjärden i Stockholm och därigenom kunde många luftledningar för telefonförbindelser slopas.
Först på 1950-talet fanns sjökablar med inbyggda förstärkare och då blev det möjlig att överbrygga längre avstånd. 1956 lades den första transatlantiska sjökabeln för telefonkommunikation.
Den första transatlantiska fiberoptiska kabeln lade man ut 1988 och den hade då en kapacitet på 40 000 samtal samtidigt. Sedan mitten av 1990-talet har fiberoptiska sjökablar nästan helt tagit över på kommunikationssidan, men är oanvändbara till kraftöverföring, se nedan.

## Sjökabel för energitransport
Mellan de europeiska länderna finns idag ett nät av sjökablar för överföring av högspänd likström. Från öster löper likströmslänkarna Estlink (mellan Estland och Finland) och Fenno-Skan 1 och 2 mellan Finland och Sverige. Söderut löper flera mindre likströmslänkar från Norge och Sverige till Danmark, Tyskland och Polen. Kontiskan är en förbindelse för högspänd likström mellan Danmark och Sverige som invigdes 1965. Mellan Sverige och Polen ligger Polenkabeln, en 270 kilometer lång 450 kV ledning genom Östersjön, invigd år 2000.
Den f.n. längsta sjökabeln med HVDC-teknik invigdes september 2008 mellan Norges sydkust och Holland genom Nordsjön. Kabeln som är 580 kilometer lång kan transportera 6 miljarder kWh om året, eller tillräckligt med elkraft för att kunna försörja halva Oslos befolkning. Totalt har projektet kostat över fem miljarder svenska kronor.